# Etlar Lester Nielsen
Etlar Lester Nielsen (1905 -2000) fue un botánico estadounidense, que se desempeñó científicamente en la Universidad de Arkansas, con énfasis en taxonomía vegetal y fitogeografía.

## Algunas publicaciones
- 1944. Analysis of Variation in Panicum virgatum. J. series of the University of Arkansas 754. Ed. U.S. Gov. Print. Office, 27 pp.

- 1941. White Snakeroot Poisoning in Arkansas. J. series of the University of Arkansas 688. Con Donald Francis Eveleth. Ed. Univ. of Arkansas, 2 pp.

- 1939. Grass Studies: Additional somatic chromosome complements. J. series of the University of Arkansas 646. Ed. Univ. of Arkansas, 7 pp.

- 1939. A Taxonomic Study of the Genus Amelanckier in Minnesota. 49 pp.

- La abreviatura «E.L.Nielsen» se emplea para indicar a Etlar Lester Nielsen como autoridad en la descripción y clasificación científica de los vegetales.[1]